# Palácio de Tullgarn

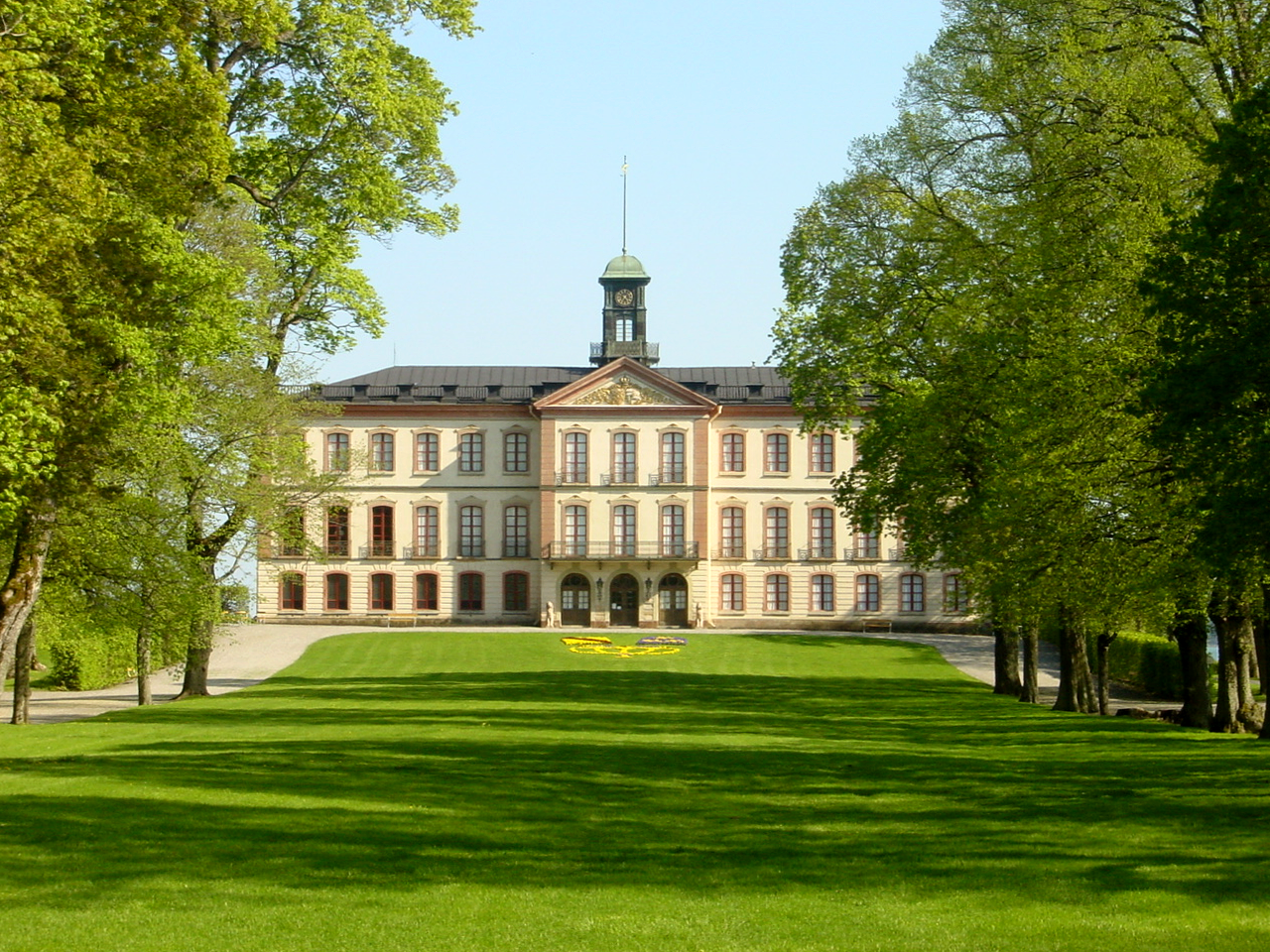
Palácio de Tullgarn

O Palácio de Tullgarn (em sueco, Tullgarns slott) é um palácio real de verão perto da baía de Häggnäsviken, localizado a 7 km de Trosa, a sul de Estocolmo, na Suécia.

Construído em 1720, o palácio oferece uma mistura dos estilos rococó, gustaviano e victoriano. O design de interiores é um dos mais finos da Suécia. 
O Palácio de Tullgarn está associado principalmente ao rei Gustavo V da Suécia e à Rainha Vitória, que passaram seus verões no palácio durante o fim do século XIX e o começo do XX. Entretanto, o palácio foi originalmente construído para o Duque Fredrik Adolf em 1770. Como Tullgarn era uma popular residência de verão em meio da realeza sueca, o palácio aloja finos exemplos de interiores provenientes de épocas diferentes e de estilos pessoais, tais como a pequena sala de visitas, decorado em 1790, o quarto de desjejum em estilo renascentista alemão de 1890 e o quarto de fumar de Gustavo V, que permaneceu intato desde sua morte em 1950.

## História
Em 1719, o velho castelo renascentista do século XVI foi demolido. O então conselheiro privado do monarca, Magnus Julius De la Gardie, incumbiu ao arquiteto Joseph Gabriel Destain para projetar o atual palácio, construído nos anos de 1720. O pátio, aberto para o mar, não é modificado desde 1820 e teve influência do jardim de Logården no Palácio Real de Estocolmo.
Em 1772, Tullgarn foi adquirido pela Coroa e tornou-se residência real. O Duque Fredrik Adolf, irmão mais jovem de Gustavo III, modernizou o palácio com um estilo neo-clássico, adcionando outro pavimento às alas e dando um estilo italiano para os telhados. Os interiores de Tullgarn são finos exemplos do estilo Gustaviano. Os responsáveis pelos interiores foram Louis Masreliez, Jean Baptiste Masreliez, Per Ljung e Ernst Philip Thoman.
O rei Gustavo V (então como príncipe herdeiro) assumiu a direção do palácio em 1881, juntamente com sua consorte Victoria, fazendo grandes mudanças.